# Scriptum
Scriptum (englischer Originaltitel: The Last Templar) ist ein im Jahr 2005 erschienener Thriller-Roman von Raymond Khoury.

## Handlung
Im Prolog wird beschrieben, wie die Tempelritter im 13. Jahrhundert die letzte Schlacht um das heilige Land verlieren. Ein paar Überlebende flüchten mit dem Schiff aufs Meer, mit sich führen sie ein geheimnisvolles Päckchen.
Siebenhundert Jahre später: Mitten in New York findet eine historische Ausstellung statt. Zum ersten Mal präsentiert der Vatikan kostbare Ausstellungsstücke der Öffentlichkeit. Auch die Archäologin Tess Chaykin ist mit Mutter und Tochter anwesend. Plötzlich treten vier Reiter vor das Gebäude. Die Zuschauer denken, der Auftritt gehöre zur Show, der Museumswärter blockiert jedoch den Eingang. Einer der Ritter zieht sein Schwert und köpft den wehrlosen Mann. Panik bricht aus, die Reiter stürmen ins Museum und zerstören alles. Tess versteckt sich hinter einer der Vitrinen. Einer der Reiter reitet auf sie zu. Ihn interessieren anscheinend die anderen Schätze nicht; er konzentriert sich nur auf einen seltsamen Apparat. Als er ihn in den Händen hält, spricht er die lateinischen Worte „Veritas vos liberabit“ – Die Wahrheit wird euch befreien.
Am nächsten Morgen sieht sich FBI-Agent Sean Reilly den Tatort an. Dabei bemerkt er ganz kurz Tess’ Anwesenheit. Danach beginnen die Ermittlungen des FBI. Auch der Experte De Angelis wird als Berater des Vatikans hinzugezogen.
Privat macht sich auch Tess ihre Gedanken; sie erinnert sich, dass alle vier Reiter wie Tempelritter gekleidet waren, und das komische Kästchen, der Apparat, geht ihr nicht mehr aus dem Kopf. Sie bittet einen Bekannten um Hilfe, der ihr die Namen von Archäologen gibt, die ihr helfen könnten.
Währenddessen will einer der vier Reiter seine geraubten Schätze verkaufen. Der Händler, dem er sie anbietet, verrät ihn jedoch an das FBI. Dem Mann wird eine Falle gestellt, aber er kann flüchten. Reilly nimmt mit seinem Kollegen sofort die Verfolgung auf, in deren Verlauf der Verfolgte mit einer Mauer kollidiert und ins Krankenhaus eingeliefert wird. Er liegt lange im Koma, so dass ihn das FBI nicht vernehmen kann. Zufällig trifft Sean Tess im Krankenhaus an und sie erzählt ihm, was sie bisher herausgefunden hat: Sie weiß, dass der Apparat zur Zeit der Tempelritter zum Verschlüsseln von Nachrichten diente.
Dann wird der gerade aus dem Koma erwachte Täter von einem Unbekannten ermordet. Zuvor verrät er seinem Mörder aber noch den Namen eines weiteren Reiters. Auch das FBI hat bereits herausgefunden, dass dieser Mann, ein ehemaliger Polizist, an dem Überfall auf das Museum beteiligt sein könnte. Sean trifft aber zu spät auf der Pferdefarm ein und auch der zweite Reiter ist ermordet worden: er wurde in dem offenen Scheunentor gefesselt, während die Scheune brannte, und wurde von drei flüchtenden Pferden überrannt, deren einziger Ausweg dieses Tor war. Auch er sagte vorher seinem Mörder einen weiteren Namen der vier Reiter. Der Mörder zögert nicht lange und bringt auch den dritten Reiter um, der zwar vorgewarnt und daher vorsichtig war, jedoch war der Mörder dennoch erfolgreich. Das FBI merkt erst viel zu spät, dass auch er zu den vier Reitern gehörte. So bleibt noch einer der Vier übrig und man fragt sich, was dieser mit dem Entschlüsselungsapparat, einer alten Chiffriermaschine mit vier Walzen, genau will.
Tess macht sich unterdessen auf die Suche nach einem Tempelritter-Experten namens Bill Vance, den sie von früher kennt. Sie trifft ihn auf einem Friedhof, den er wegen des fünften Todestages seiner Frau und seines Kindes besucht, für deren Tod er der Kirche die alleinige Schuld gibt. Zu spät bemerkt Tess, dass Vance der vierte Ritter ist. Er entführt sie in sein Versteck und erklärt ihr den größten Teil der Geschichte.
Währenddessen aber sucht Pater De Angelis nach Tess. Er spürt Vance in seinem Versteck auf. Bei der Gelegenheit flüchtet Tess und nimmt einige, bereits mit der Chiffriermaschine übersetzte, Pergamente mit. Vance gelingt es jedoch, die Papiere zurückzubekommen, dafür gibt er sich bei Tess’ Mutter als Freund aus und lotst sie so zu ihm zurück.
Sean gelingt es, die Chiffriermaschine nachbauen zu lassen, und so kann auch das FBI die geheimen Schriften lesen: es handelt sich um einen Brief der Tempelritter, in dem steht, dass die Ritter in der Türkei auf einer Insel etwas hinterlassen haben. Tess, die im Laufe der Geschichte in die Ermittlungen mit einbezogen wurde, findet vor dem FBI heraus, wo genau diese Insel ist und will in die Türkei fliegen, Sean fängt sie aber vorher ab. Er entschließt sich dann aber, sehr zum Unwohl seines Chefs, mitzufliegen.
In der Türkei angekommen machen die beiden sich auf die Suche nach dem Dorf, in dem sich das Päckchen befinden soll, immer verfolgt von einem Gehilfen von De Angelis, der auch die drei anderen Reiter ermordet hat.
Schließlich finden Tess und Sean heraus, dass das Tal, in dem das Dorf lag, beim Bau eines Staudammes geflutet wurde und nun unter Wasser liegt. Sie tauchen, um sich das Päckchen zu holen. Beim Auftauchen stellen sie fest, dass Vance ihnen gefolgt ist, der ihnen das Päckchen abnimmt: Darin ist ein weiterer Brief enthalten, in dem steht, dass der geheimnisvolle Schatz im Meer versunken ist, versteckt in einen bestimmten Teil des Schiffes.
Ein Scharfschütze überrascht Tess, Vance und Sean, aber sie können flüchten. Alle drei müssen nun plötzlich gemeinsam ums Überleben kämpfen. Im Nachtlager klärt Vance den streng gläubigen Sean auf, dass das gesamte Christentum reiner Unsinn sei: Der Schatz würde dazu dienen, Christen, Juden und den Islam zu vereinen. Gedankenverloren bleibt Sean zurück, während Tess und Vance verschwinden, um zu dem versunkenen Schiff zu tauchen. Sean hätte sie nur daran gehindert, denn er wollte bloß noch Vance in die USA zurückbringen, um ihn dort einsperren zu lassen.
Während die beiden sich auf den Weg Richtung Mittelmeer machen, entscheidet sich Sean, zurück zum See zu gehen, um dort zu telefonieren. Unterwegs wird er aber von De Angelis abgefangen und in den Vatikan gebracht. Dort wird ihm erklärt, worum es beim Schatz geht: Es handelt sich um das Tagebuch von Jesus von Nazaret, in dem dieser deutlich zum Ausdruck bringt, dass er nicht Gottes Sohn sei. Nun ist es De Angelis und Seans Aufgabe, zu verhindern, dass Vance und Tess das Tagebuch finden.
Während ein großer Sturm aufzieht, findet das Suchboot von Tess und Vance tatsächlich das versunkene Schiff. Obwohl Vance bewusst ist, dass er, falls er seinen Plan vollendet, wohl sterben wird, befiehlt er die Galionsfigur zu heben. Weil er deswegen den Kapitän erschießt, entschließt sich Tess die Figur wieder zu versenken. Das Schiff kentert und Tess treibt allein mit Schwimmweste im Meer. Die restliche Besatzung des Schiffs, inklusive Vance, scheint verschollen.
Zur selben Zeit ist auch Sean zusammen mit De Angelis auf einem anderen Boot. De Angelis will das Boot von Tess abschießen. Sean verhindert dies, indem er den Pater erschießt. Danach versucht er Tess zu retten, fällt dabei aber selbst in Ohnmacht. Tess bindet sich mit ihm an ein Holzbrett. Sie werden schließlich zusammen an einen Strand gespült. Während es Tess schnell wieder besser geht, lässt die Genesung von Sean, der im Koma liegt, zu wünschen übrig. Tess verbringt viele einsame Tage auf der kleinen Insel in der Nähe von Rhodos in Griechenland. Sie bemerkt, wie wichtig der Glaube für sie selbst ist.
Durch einen Zufall findet sie am Strand eines Tages die angespülte Galionsfigur. Sie bearbeitet sie, bis sie das Tagebuch von Jesus frei gibt. Am selben Tag erwacht Sean aus dem Koma. Tess entschließt sich, ihm noch nichts von ihrer sensationellen Entdeckung zu verraten. Eines Abends macht sie es dann aber doch. Sie erzählt ihm, dass sie es verbrennen wolle. Plötzlich taucht Bill Vance wieder auf. Er nimmt ihr das Tagebuch ab und versucht zu flüchten, aber Sean folgt ihm. Er treibt ihn bis an einen Abgrund. Als die einzelnen Seiten des Buches herausfallen, will Vance sie auffangen und stürzt dabei zu Tode. Die Blätter fallen ins Meer, die Tinte verschwindet. Sean gibt Tess ein einzelnes Pergament, doch sie zerknüllt es und wirft es ins Meer. Das Tagebuch von Jesus Christus ist somit für immer verloren, die Menschheit wird weiterhin die Lüge rund um seine Legende glauben. Tess meint aber, dass es so besser sei. Sean und Tess entscheiden, dass sie sich für den Rest ihres Lebens nicht mehr trennen wollen.
Der Epilog – ebenfalls eine Rückblende in das Mittelalter – lässt den letzten Tempelritter nochmals daran denken, dass das Tagebuch eine Fälschung ist, die dem Ende der Religionskriege hätte dienen sollen.

## Hintergrund
Khoury wurde von nicht wenigen Kritikern vorgeworfen, sich zahlreicher Story- und Stil-Elemente von Dan Brown und seinem Erfolgsroman Sakrileg aus dem Jahr 2003 bedient zu haben. Bei Brown gibt es ganz ähnlich wie im Roman von Khoury eine Serie von Morden durch einen Mörder, der im Kirchendienst steht. Weiterhin haben die Romane das Motiv der Suche nach einem Artefakt aus der Zeit Christi gemeinsam, und es gibt in beiden Romanen zwei Protagonisten, zwischen denen sich eine oberflächlich beschriebene Liebesgeschichte entwickelt.

## Editionen
Die Originalausgabe wurde bei Ziji Publishing (zunächst gebunden), die deutschsprachige Erstausgabe erfolgte im Rowohlt Verlag (rororo), letztere ausschließlich als Taschenbuch.
- Raymond Khoury: Scriptum. 560 Seiten, Reinbek bei Hamburg, Rowohlt, Dezember 2005, ISBN 3-499-24208-7

## Verfilmung
Der Roman wurde als TV-Zweiteiler unter dem Titel Scriptum – Der letzte Tempelritter (The Last Templar) verfilmt.